# NGC 3230
NGC 3230 is een lensvormig sterrenstelsel in het sterrenbeeld Leeuw. Het hemelobject werd op 24 maart 1830 ontdekt door de Engelse astronoom John Herschel.

## Synoniemen
- UGC 5624
- MCG 2-27-7
- ZWG 65.20
- PGC 30463